# Dieffenbachia aurantiaca
Dieffenbachia aurantiaca är en kallaväxtart som beskrevs av Adolf Engler. Dieffenbachia aurantiaca ingår i släktet prickbladssläktet, och familjen kallaväxter. Inga underarter finns listade.